# Malacomys cansdalei
Malacomys cansdalei — вид гризунів, який зустрічається Кот-д'Івуарі, Гані і, можливо, Ліберії.

## Морфологічна характеристика
Довжина голови і тулуба від 136 до 156 мм, довжина хвоста від 171 до 209 мм, довжина ступні від 42 до 45 мм, довжина вух від 28 до 29 мм. Верхні частини яскраві жовтувато-коричневі. Черевні частини білі. Лінія поділу вздовж боків чітка. Хвіст довший за голову і тулуб, темний зверху і світліший знизу.

## Середовище проживання
Мешкає в первинних вічнозелених тропічних лісах, де віддає перевагу болотистим районам, таким як дно долин, береги струмків і мулисті ділянки.

## Спосіб життя
Це наземний вид.